# Camel’s Hump State Park
Der Camel’s Hump State Park im US-Bundesstaat Vermont verläuft entlang der nördlichen Green Mountains und wird im Süden durch die Vermont Route 17 und im Norden durch den Winooski River begrenzt. Mit einer Gesamtfläche von 8589 ha ist er der größte State Park in Vermont.
Das markanteste Merkmal des Parks ist der namensgebende Berg Camel’s Hump. Mit einer Höhe von 1245 m ist er der dritthöchste Berg in Vermont, der Berggipfel ist von einer ca. 4 ha große Fläche mit alpiner Tundra umgeben, diese Fläche bildet das Herzstück der 3180 ha großen Camel’s Hump Natural Area.
Der Park ist Teil der Camel’s Hump Nature Reserve. Südlich der Vermont State Route 17, und damit außerhalb des Parks, befindet sich der Camel’s Hump State Forest.

## Geschichte
Ende des 19. bis Anfang des 20. Jahrhunderts wurde im Bereich des heutigen Camel’s Hump State Parks eine sehr intensive Holzwirtschaft betrieben. Das führte zu einer weitgehenden Abholzung der Wälder, mit Ausnahme einiger Gebiete in den höchsten Lagen. Dazu vernichtete ein verheerender Waldbrand im Jahr 1903 einen großen Teil der Restbestände. Nur Bereiche an der Westflanke des Berges blieben verschont.
Ebenfalls um 1900 erwarb der Verleger Joseph Battell aus Middlebury ca. 12.000 ha Land in den Green Mountains. So kaufte er 1891 den Camel’s Hump sowie 454 ha unmittelbar um den Gipfelbereich herum. Dieses Land verkaufte er für einen symbolischen Dollar an den Staat Vermont, mit der vertraglichen Verpflichtung, den gesamten Wald in seinem ursprünglichen Zustand zu erhalten.

## Freizeitmöglichkeiten
Ein 30 km langer Abschnitt des Long Trails verläuft durch den Park und über den Gipfel des Camel’s Hump. Der Abschnitt über den Bamforth Ridge zum Gipfel ist mit 1132 Höhenmeter, bei einer Länge von 10 Kilometern, das steilste Teilstück des gesamten Wanderweges.
Der Catamount Trail ist eine 480 km lange Skilanglaufloipe. Sie beginnt im südöstlichen Teil des Parks an der Vermont Rout 17, kreuzt den Long Trail an der Huntington Gap und verläuft dann nach Norden.
Die Vermont Assosiotion of Snow Travelers unterhält im Park die drei Schneemobil-Strecken VAST 17, VAST 17A und VAST 100.
Das Phen Basin im Südosten des Parks ist vor allem bei den Mountainbikern sehr beliebt. Die dortigen Trails, wie der Chain Gang Trail und der East Loop Trail, können bequem von Parkplätzen bei der Ortschaft Fayston erreicht werden.

## Übernachten im State Park
Die Gesamtzahl der Übernachtungsplätze im State Park ist begrenzt, während der Hochsaison weichen Touristen in den benachbarten Little River State Park aus.
Entlang des Long Trails unterhält der Green Mountain Club zwei Holzshelter, Cowles Cove Shelter und Bamforth Ridge Shelter, und zwei Hütten, Birch Glen Camp und Montclair Glen Lodge. Deren Benutzung ist kostenfrei, Spenden sind allerdings willkommen.
Zelten ist unterhalb von 760 m (2500 Fuß) nach dem Prinzip „Leave no Trace“ in festgelegten Abständen zu Gewässern, Wegen und Gebäuden erlaubt.